# Sevnica
Sevnica je srednje veliko mesto, ki se nahaja v Sloveniji, središče Občine Sevnica. Z okoli 4.600 prebivalci je Sevnica pomembno lokalno središče, ki zlasti v tovarnah tekstilne in lesne industrije zaposluje številne ljudi iz bližnje in daljne okolice. Mesto se čedalje bolj spaja z Boštanjem, naseljem na nasprotnem, desnem bregu reke Save. Obsega predele Šmarje, Ribniki, Lizabon, Grad, Na Pečju, Marof, Gline jame, Piramida, Hrasti, Grič.
V starem mestnem jedru, katerega osrednji del je Glavni trg, je ohranjenih več starih stavb, ki pričajo o preteklosti naselja. Na Glavnem trgu stoji manjši Spodnji sevniški grad, ki nosi letnico 1613. V njem je danes sedež občinske uprave. Tu stojijo tudi obnovljeno znamenje s kipom sv. Martina iz 17. stoletja, neoromanska cerkev sv. Nikolaja in cerkev sv. Florjana iz leta 1443.

## Etimologija
Starejši zapisi imena mesta Sevnica so (po letih): 1275 in Reyn vel in Liehtenwalde, 1309 officium in Lihtenwalde, 1344 Lietenueld, 1347 Liechtenwald, 1581 Sielnizza. Najstarejše ime za kraj je Lyechtenwalde. Sega do 1256, in sicer, s listino (podpisana 4. aprila) o delitvi dediščine med koroškim vojvodom in gospodom Kranjske, Ulrikom III. Spanheimskim, in njegovim bratom, salzburškim nadškofom Filipom. Prvotno gre verjetno za vodno ime, saj se potok, ki se danes imenuje Sevnična, leta 1488 omenja kot Zellnitz. Ime, ki je preko pridevnika izpeljano iz besede selo »naselbina, vas«, je torej prvotno najverjetneje pomenilo »selska, vaška voda«, v danem primeru »voda, ki se pri selu, pri naselbini izliva v Savo«. Druga imenotvorna možnost je izvajanje neposredno iz občnega imena *sedlьnica, katerega pomen je bil »naselbina, kmetija«. Srednjevisokonemško ime Liehtenwald s slovenskim nima tesnejše zveze, saj njegov občnoimenski pomen »svetli gozd« kaže na listnate gozdove v okolici.

## Zgodovina
Med izmenjavo zemljišč med grofico Hemmo von Gurk in salzburškim nadškofom Baldwinom (1041–1060) je salzburška nadškofija pridobila obsežna posestva ob reki Savi. Sevnico so skozi zgodovino prizadele številne nesreče – požari, kuga, uporni kmetje in turški vpadi, a se je vseskozi ohranjal in tudi razvijal. Trške pravice je naselje pod istoimenskim gradom dobilo leta 1322, pravico do prirejanja sejmov leta 1513, do letnih živinskih sejmov pa leta 1783. 
V avstro-ogrskem času se je za uradno ime kraja uporabljalo različica Lichtenwald. Januarja 1864 so tu ustanovili nemško čitalnico. 26. novembra 1865 pa je bila tu ustanovljena prva (narodna) čitalnica v današnjem Posavju. Čitalnica je v naslednjem letu dobila tudi svoje prostore. Štiri leta kasneje pa je bil tu tudi tabor, ki je podpiral zamisli programa Zedinjene Slovenije. Leta 1862 je bila tod speljana železniška proga. Okrog postaje, ki je zaradi pomanjkanja prostora dobila svoje mesto izven starega dela naselja, je začel že pred prvo svetovno vojno rasti novejši del mesta. Med drugo svetovno vojno je bilo tako kot drugod v Posavju veliko ljudi na silo odvedenih z domov. Mnogi življenja v izgnanstvu in koncentracijskih taboriščih niso preživeli.

## Znani prebivalci mesta
- Andrej Flajs - odbojkar
- Melania Trump - fotomodel, prva dama Združenih držav Amerike 2017–2021 in 2025–danes
- Blaž Janc - rokometaš
- Danimir Kerin - kemik in profesor na Univerzi v Mariboru
- Tanja Pečar - nekdanja prva dama Republike Slovenije
- Marie Stallner - babica filozofa Ludwiga Wittgensteina
- Urška Klakočar Zupančič - pravnica in političarka, predsednica državnega zbora
- Eva Lisec - košarkarica

## Podnebje
Mesto ima zmerno celinsko podnebje.
Zaradi zaveterne lege na južni strani Bohorja zelo milo podnebje. Obilje sonca. Sneg zelo zgodaj skopni. Prijetna poletja zaradi osvežujočega  vetra s hribov in gozdov.

## Šolstvo
Na Glavnem trgu južno od cerkve sv. Nikolaja je hiša, kjer je bila prva šolska učilnica od 1801 do 1871.
Leta 1967 je bilo zgrajeno moderno osnovnošolsko  poslopje  Sava Kladnika na Trgu svobode.

## Cerkev svetega Nikolaja
Na Glavnem trgu stoji župna cerkev sv. Nikolaja. To je tradicionalno neromanska stavba iz 1862, ki jo je poslikal furlanski mojster Oswald Bierti. Pod pevskim korom je vzidana nagrobna plošča z letnico 1525 in grbom, ki predstavlja lilijo.
V krstni kapeli epitaf grajskega oskrbnika Göriacherja, ki je upodobljen z ženo, ko kleči pod križem.

## Cerkev svetega Florjana
Cerkev sv. Florjana ob Florjanskem grabnu se omenja že 1443, vendar utegne biti starejša. Njen križnorebrasti svodeni prezbiterij s kvadratno talno ploskvijo namreč še kaže na romansko izročilo. V vzhodni stranici prezbiterija je šilastoločno gotsko okno s trilistom. Na južni zunanjščini ladje pa se pod beležem vidi gotska freska svetega Krištofa. Gotske freske so vidne tudi pod beležem v prezbiteriju. V okenskem ostenju za oltarjem je naslikan apostol Andrej s knjigo v roki. Stil teh fresk kaže na furlansko smer. Cerkvena oprema je še deloma baročna.